# Jan Železný
Jan Železný (Mladá Boleslav, 16 de Junho de 1966) é um ex-atleta checo, campeão mundial, olímpico e recordista mundial do lançamento do dardo, considerado o melhor lançador de dardo de todos os tempos.
Železný detém a melhor marca mundial da história, com 98,48m, estabelecida em 1996. Železný conseguiu, ao longo da carreira, 52 lançamentos de mais de 90 metros, o que é mais do que todos os outros lançadores combinados (48)  É também a única pessoa a ter lançado o dardo a mais de 95m.
É atualmente treinador da modalidade em Praga, tendo-se retirado da competição no final de 2006. É membro do Comité Olímpico Internacional.

## Ligações Externas
- Perfil na IAAF
- «Perfil de Jan Železný» (em inglês). no site do Comitê Olímpico Internacional